# 1415 Malautra
1415 Malautra је астероид главног астероидног појаса са пречником од приближно 14,47 .
Афел астероида је на удаљености од 2,417 астрономских јединица (АЈ) од Сунца, а перихел на 2,029 АЈ.
Ексцентрицитет орбите износи 0,087, инклинација (нагиб) орбите у односу на раван еклиптике 3,427 степени, а орбитални период износи 1211,325 дана (3,316 године).
Апсолутна магнитуда астероида је 12,19 а геометријски албедо 0,112.
Астероид је откривен 4. марта 1937. године.